# Aleksandrovo, Burgas
Aleksandrovo (în bulgară Александрово) este un sat în comuna Pomorie, regiunea Burgas,  Bulgaria. 

## Demografie
Componența etnică a satului Aleksandrovo
     Bulgari (93,13%)
     Nicio identificare (6,86%)
     Altele (0%)
La recensământul din 2011, populația satului Aleksandrovo era de 102 locuitori. Din punct de vedere etnic, majoritatea locuitorilor (93,13%) erau bulgari. Pentru 6,86% din locuitori nu este cunoscută apartenența etnică.